# Martín Silvera
Pablo Martín Silvera Duarte (Melo, 26 agosto 1995) è un ex calciatore uruguaiano, di ruolo attaccante.

## Carriera
Nella stagione 2013-2014 ha giocato 5 partite nella massima serie uruguaiana, di cui 3 con il Cerro Largo e 2 con il Danubio dopo il rientro dal prestito.